# كاثلين إم. وليامز
كاثلين إم. وليامز (بالإنجليزية: Kathleen M. Williams)‏ هي قاضية ومحامية أمريكية، ولدت في 4 ديسمبر 1956 في دربي في الولايات المتحدة.